# Rajella fyllae
Espèce
Statut de conservation UICN

 LC  : Préoccupation mineure
Rajella fyllae est une espèce de raie.